# Спіймати на гарячому
«Спіймати на гарячому» (англ. Caught Stealing) — майбутній американський кримінальний трилер режисера Даррена Аронофскі з Остіном Батлером, Меттом Смітом, Зої Кравіц і Реджиною Кінг у головних ролях. Заснований на однойменній книзі Чарлі Х'юстона.

## Синопсис
Колишній бейсболіст занурюється у кримінальний світ Нью-Йорка 1990-х років.

## Акторський склад
| Актор             | Роль                 |
| ----------------- | -------------------- |
| Остін Батлер      | Генрі «Хенк» Томпсон |
| Зої Кравітц       | Івонн                |
| Реджина Кінг      | Роман                |
| Метт Сміт         | Расс                 |
| Лієв Шрайбер      | Ед                   |
| Вілл Бріл         | Джейсон              |
| Bad Bunny         | Колорадо             |
| Гріффін Данн      | Пол                  |
| Вінсент Д'Онофріо | Періс                |
| Action Bronson    |                      |
| Керол Кейн        |                      |

## Виробництво
У 2013 році Девідом Хейтером розроблялася екранізація книги Чарлі Г’юстона із Патріком Вілсоном у головній ролі. У березні 2024 року повідомлялося, що компанія Sony Pictures розробляє нову екранізацію: Даррен Аронофскі – режисер, Остін Батлер – виконавець головної ролі та продюсери. У липні 2024 року до акторського складу приєдналися Зої Кравіц і Реджина Кінг. Вслід за ними, в серпні, каст кооптував Метта Сміта, Ліва Шрайбера і Bad Bunny, а наступного місяця – Гріффіна Данна, Вінсенат Д'Онофріо, Д'Фараон Вун-А-Тай і Екшна Бронсона. У грудні 2024 року було оголошено, що Керол Кейн приєдналася до акторського складу в ролі, в якій вона розмовляє лише на ідиш.
Основні зйомки розпочалися 5 вересня 2024 року в Нью-Йорку.

## Випуск
Прем'єра у Сполучених Штатах запланована на 29 серпня 2025 року.